# Éric II de Norvège
Pour les articles homonymes, voir Éric II.
Eirik II  Magnusson de Norvège Prestehatar (c'est-à-dire l'Ennemi des prêtres), né en 1268 et mort en 1299, est roi de Norvège et d'Islande de 1280 à 1299.

## Règne
Eirik II de Norvège avait été nommé par son père Magnus VI de Norvège corégent du royaume dès 1273. Il succéda à ce dernier en 1280. Son surnom est lié aux conflits violents qui l'opposèrent à l'Église.

## Conflit avec l'Église
Erik Magnusson devient roi à 11 ans et il est assisté d’un conseil de régence dirigé par sa mère la reine Ingeborg Eriksdotter et qui comprend les plus puissants nobles du pays.
Le 2 juillet 1281, le nouveau roi est couronné à Bergen et un conflit ne tarde pas à éclater avec Jon Raude, l’intransigeant archevêque de Trondheim (1268-1282), qui réclame que l’indépendance et la liberté de l’Église face au pouvoir royal soit reconnue. La querelle s’apaise temporairement à l’occasion du mariage du roi pendant l’été 1281 mais elle recommence peu après lorsque l’archevêque exige l’application d’un édit de 1277 de Magnus VI de Norvège très favorable aux thèses ecclésiastiques et qu’il fait appel au Pape Martin IV.
La rupture intervient lorsque l’évêque Arne de Stavanger refuse le paiement du Leding dû par l’Église et qu’il est mis hors la loi. L’archevêque Jon excommunie le roi, sa mère et les principaux membres du parti royal. L’archevêque doit alors s’exiler avec les évêques Anders d’Oslo et Thorfinn d’Hamar. Leurs possessions sont confisquées et le temporel de l’archevêché de Trondheim est confié à Jon Brynjulsson, un partisan du roi. L’archevêque Jon meurt en exil en Suède en décembre 1282.
Thorfinn, qui était parti à Rome demander l’appui du Pape, meurt sur le chemin du retour dans un monastère flamand. L’évêque Anders se réconcilie avec le roi et retrouve son siège et en 1287, le roi accepte que Jorun le nouvel évêque d’Hamar accède à l’archevêché de Trondhein qui était resté vacant.
Le conflit avec l’Église s’achève sur un statu quo mais il est à l’origine du surnom du roi : « Prestehatar ».

## Conflit avec le Danemark
Le roi Éric II et ses conseillers reprochent au roi Éric Klipping de Danemark d’avoir spolié sa mère dans la succession de son grand-père Éric IV de Danemark.
Le roi et son conseil encouragent donc les actions contre le Danemark d’un baron corsaire nommé Alv Erlingsson de Thornberg, qui organise des expéditions de pillage sur les côtes danoises. Afin de nuire aux intérêts commerciaux danois, Alv Erlingsson attaque même des navires allemands appartenant à la Hanse, ce qui oblige la Norvège à payer en 1285 aux armateurs allemands une indemnité de 6 000 marks.
Malgré cet incident, la mort du roi Éric V de Danemark assassiné par ses sujets et celle de la reine mère Ingbjorg en mars 1287 ne mettent pas fin aux actions de Alv. Le conflit perdure jusqu’en 1289 et se termine définitivement l’année suivante par la capture et la mort du corsaire exécuté par les Danois.

## Succession
Éric Il meurt sans fils à Bergen le 13 juillet 1299 et le trône revint à son frère cadet Håkon V de Norvège qui avait été nommé duc par leur père dès 1280.

## Unions et postérité
Eirik II de Norvège épousa deux princesses écossaises :
1) le 1er septembre 1281 : Marguerite d'Écosse, fille d'Alexandre III d'Écosse, morte le 9 avril 1283 après avoir donné naissance à une fille :
- Marguerite Ire d'Écosse (1283-1290), reine d'Écosse à la mort de son grand-père maternel en 1286 ;

2) le 25 septembre 1293 : Isabelle Bruce, fille de Robert Bruce comte de Carrick, dont une seconde fille :
- Ingeborg Eriksdatter, née en 1297, morte vers 1353, mariée en 1312 avec Valdemar Magnusson duc de Finlande.

## Sources
- (no) Narve Bjørgo, « Eirik 2 Magnusson », Norsk biografisk leksikon, consulté le 5 octobre 2013.
- (en) Knut Gjerset History of the Norwegian People The Macmillan Company New york 1915. « The reign of Eirik Magnusson » p. 473-483
- Lucien Musset, Les Peuples scandinaves au Moyen Âge, Paris, Presses universitaires de France, 1951, 342 p. (OCLC 3005644)